# Sveriges planminister
Sverige har vid två tillfällen haft en planminister.
- Georg Danell (m) var planminister 1979–1981. Han var då biträdande bostadsminister i regeringen Fälldin II.
- Görel Thurdin (c) var planminister 1991–1994. Hon var då biträdande miljöminister i regeringen Bildt.